# 费拉隆群岛
费拉隆群岛（英語：Farallon Islands 或 Farallones），一作法拉隆群岛，位于美国旧金山近海，距金门海峡43公里。该地是鲸、海豹、鲨鱼和多种海鸟的栖息地，现已成立野生动物保护区。1946年到1970年间，其附近海域成为核废料堆放处。